# لين سامبسون
لين سامبسون (بالإنجليزية: Lin Sampson)‏ هي صحفية جنوب أفريقية، ولدت في 1941 في سولان في الهند.